# Uppsala domkyrkodistrikt
Uppsala domkyrkodistrikt är ett distrikt i Uppsala kommun och Uppsala län. 
Distriktet omfattar centrala och östra delen av Uppsala. Distriktet är befolkningsmässigt länets största distrikt.

## Tidigare administrativ tillhörighet
Distriktet inrättades 2016 och utgörs av en del av det området som utgjordes av Uppsala stad före 1971.
Området motsvarar den omfattning Uppsala domkyrkoförsamling hade vid årsskiftet 1999/2000.